# Prodeinotherium
Prodeinotherium is een geslacht van uitgestorven slurfdieren uit de familie Deinotheriidae die tijdens het Mioceen leefde.

## Kenmerken
Prodeinotherium was een dier ter grootte van een kleine olifant met een schouderhoogte van ongeveer 2,7 meter. De slurf was korter en gespierder dan bij olifanten. Prodeinotherium had twee slagtanden in de onderkaak die naar beneden waren gericht, in tegenstelling tot de hedendaagse olifanten die hun slagtanden in de bovenkaak hebben. De slagtanden werden mogelijk gebruikt om planten uit te graven. De tanden waren het meest geschikt voor het eten van bladeren. De wijze van kauwen kwam overeen met dat van tapirs.

## Ontwikkeling
Prodeinotherium leefde aanvankelijk in oostelijk en zuidelijk Afrika. De soort P. hobleyi is bekend van fossiele vondsten uit het Vroeg-Mioceen in Namibië, Zuid-Afrika, Kenia en Libië. Aan het einde van het Vroeg-Mioceen migreerde Prodeinotherium via een ontstane landbrug naar Eurazië, waarna zich P. bavaricum in Europa en P. pentapotamiae in zuidwestelijk Azië ontwikkelden. Prodeinotherium werd in de loop van het Mioceen vervangen door Deinotherium, een vijf meter hoge verwant die overleefde tot in het Pleistoceen.